# Skagaholmen
 (février 2025).
Skagaholmen est une île norvégienne dans le landskap Sunnhordland du comté de Vestland. Elle appartient administrativement à Sveio.

## Géographie
Rocheuse et désertique, à fleur d'eau, elle s'étend sur environ 113 m de longueur pour une largeur approximative de 54 m. 